# Liste des maires de Saint-Étienne

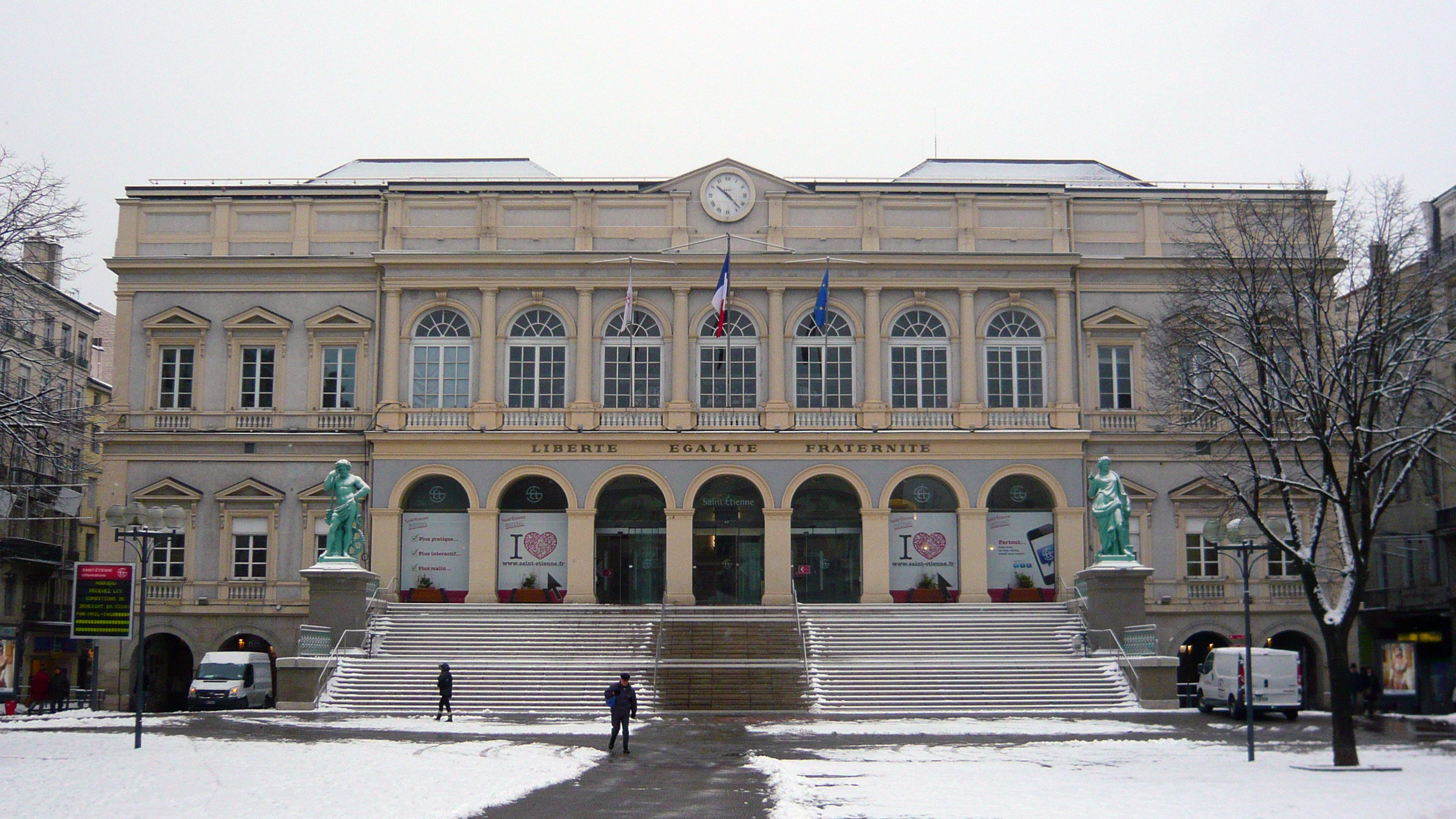
Le bureau du maire est installé dans l'hôtel de ville de Saint-Étienne (place de l'hôtel de ville), du aux architectes Dalgabio.

## Ancien Régime
- août 1692 : Annet Blachon
- 1708 : Antoine Pellissier
- mars 1735 : Benoît Dutreuil de Rhins
- 3 mars 1737 : Jean Louis Carrier
- 1745 : Jacques Tézenas
- 1750 : Claude Delaroa (nommé par l'assemblée des notables)
- 2 octobre 1765 : Christophe Colomb d'Ecotay (nomination royale)
- 22 juin 1775 : M. de Lurieu (nomination royale)
- 8 octobre 1778 : Jacques Neyron (nomination royale)
- 21 novembre 1787 : Jean-François Courbon de Montviol (nomination royale)

## Période révolutionnaire
- 2 mars 1790 : Antoine Neyron
- 14 novembre 1791 : Antoine Desverneys l'Aîné
- 2 décembre 1792 : Louis-Joseph Praire-Royet
- 29 août 1793 : Just Fromage (intérim)
- 30 août 1793 : Arnoult Vialletton (intérim)
- 22 octobre 1793 : Jean-Baptiste Johannot
- 21 décembre 1793 : Claude Fauriel (intérim)
- 23 décembre 1793 : Jean-Baptiste Johannot (intérim)
- 27 février 1794 : Just Fromage
- 28 février 1794 : Pierre Coullet (intérim)
- 3 décembre 1794 : Maurice Deprandière
- 13 janvier 1795 : Jean Claude Peyret-Bourchalat
- 15 février 1795 : Jean-Claude Chovet-de-La-Chance[1]
- 27 septembre 1795 : Jacques Veron-Neyron
- 29 janvier 1796 : Claude Trouillet
- 14 février 1796 : Benoît Sauvage
- 21 juillet 1796 : M. Gerin-Fontvieille (intérim)
- 10 novembre 1796 : Nôel-Marie Misson
- 31 mars 1797 : Antoine Neyron-Cadet
- 19 novembre 1797 : Jean-Baptiste Bonnand aîné
- 17 juillet 1798 : M. Serre (intérim)
- 23 juillet 1798 : Christophe Brunon-Soviche (intérim)
- 6 octobre 1799 : Claude Pupil (intérim)
- 18 janvier 1799 : Sébastien Serre
- 18 avril 1799 : Jacques Jamin cadet (intérim)
- 13 juin 1799 :  Jean-Baptiste Lardon (nomination par le Directoire)

## 1800à1899
- 12 avril 1800 : Antoine Neyron-Cadet (nommé par le Premier Consul)
- 3 juin 1800 : Jean-Baptiste Lardon (nommé par le Premier Consul)
- 22 janvier 1801 : Louis Craponne (nommé par le Premier Consul)
- 2 novembre 1803 : Gabriel de Fyard (nommé par le Premier Consul)
- 9 février 1807 : Jean-François Piégay (intérim)
- 20 juillet 1807 : François Jourjon-Robert (nomination impériale)
- 18 mars 1808 : Claude-Simon Thiollière-Dutreuil (intérim)
- 16 juin 1810 : André-Antoine Neyron (nomination impériale)
- 10 avril 1813 : Antoine Pascal (nomination impériale)

## Monarchie de la Restauration (1814-1830)
- 26 décembre 1814 : Jacques Barthélémy Richard (intérimaire ; nomination préfectorale)
- 3 avril 1815 : Jean-François Piégay (intérimaire durant les Cent-Jours ; également nommé par le préfet le 8 juin 1815)
- 27 juin 1815 : Antoine Thiollière-Lassaigne (intérim)
- 12 juillet 1815 : Antoine Pascal (nomination royale)
- 28 mai 1816 : Antoine Thiollière-Laroche (nomination royale)
- 15 janvier 1817 : Jacques Salichon-Plotton Aîné (nomination royale)
- 1er avril 1817 : Jean-Joseph Peyron (intérim)
- 10 juin 1817 : Antoine-Marie Montanier de Bessy (intérim)
- 29 novembre 1819 : Hippolyte Royet (nomination royale)

## Monarchie de Juillet (1830-1848)
- 12 novembre 1830 : Arnoult-Henry Paliard-Dervieux (intérim)
- 30 décembre 1831 : Étienne Peyret-Lallier (nomination royale)
- 23 novembre 1831 : Jules Paliard (intérimaire ; nomination royale le 30 décembre 1831)
- 30 janvier 1835 : Étienne Peyret-Lallier (nomination royale)
- Janvier 1837 : Jean-Marie Bodet-Richardier (intérim/)
- 22 août 1837 : Jean-Pierre Larderet (nomination royale)
- Septembre 1837 : Sébastien Joseph Benoît Colard (intérim)
- Novembre 1937 : Jean-François-Marie Salichon Aîné (intérim)
- 29 janvier 1838 : Romain Deprandière (nomination royale)
- 1er août 1839 : Joseph Vignat-Chovet (nomination royale provisoire)
- 29 juillet 1840 : Jean Aîmé Jovin-Deshayes (nomination royale)
- 20 octobre 1843 : Joseph-Joseph Tézenas du Montcel (nomination royale)
- 2 août 1846 : Pierre Claude Jules Paliard (nomination préfectorale)
- 3 novembre 1846 : Joseph Vignat-Chovet (nomination royale)

## Deuxième République (1848-1852)
- 13 avril 1848 : Hippolyte Royet
- 11 juin 1848 : Antoine-Philippe Praire-Neysieux
- 27 septembre 1848 : Nicolas Heurtier

## Second Empire (1852-1870)
| Portrait                                                                                | Portrait | Nom                                                                                          | Début du mandat | Fin du mandat   | Appartenance politique | Qualité |
| --------------------------------------------------------------------------------------- | -------- | -------------------------------------------------------------------------------------------- | --------------- | --------------- | ---------------------- | ------- |
| 1                                                                                       |          | Marc-Antoine Quantin (7 février 1807, Saint-Pierre-de-Chandieu- 14 août 1854, Saint-Étienne) | 13 mai 1852     | ✝︎ 14 août 1854  |                        |         |
| Du 15 août 1854 au 12 juin 1855, l'intérim est assuré par François Delarue (1794-1871). |          |                                                                                              |                 |                 |                        |         |
| 3                                                                                       |          | Christophe Faure-Belon (15 juin 1808, Saint-Étienne- 21 juillet 1881, Saint-Étienne)         | 14 juin 1855    | 25 août 1865    |                        |         |
| 4                                                                                       |          | Jean-Baptiste Buisson (11 novembre 1813, Saint-Genest-Lerpt- 23 janvier 1874, Saint-Étienne) | 26 août 1865    | 20 juillet 1866 |                        |         |
| 5                                                                                       |          | Benoît Charvet (5 février 1828, Lyon- 4 juin 1897, Saint-Étienne)                            | 21 juillet 1866 | 6 août 1870     |                        |         |

## Troisième République (1870-1940)
| Portrait | Portrait | Nom                                                                                 | Début du mandat                                                                 | Fin du mandat            | Appartenance politique       | Qualité |
| -------- | -------- | ----------------------------------------------------------------------------------- | ------------------------------------------------------------------------------- | ------------------------ | ---------------------------- | --- |
| 1        |          | Jean Tiblier-Verne (19 mai 1806, Outre-Furens- 19 décembre 1870, Terrenoire)        | 4 septembre 1870                                                                | ✝︎ 19 décembre 1870       |                              | |
| 2        |          | Pierre Boudarel (4 mai 1840, Montfaucon- 9 novembre 1881, Saint-Étienne)            | 26 décembre 1870                                                                | 17 juin 1871             |                              | |
| 3        |          | François Jacod (31 août 1832, Montaud (Loire)- 9 mars 1913, Saint-Étienne)          | 6 juin 1871 (non acceptant)                                                     | 22 juin 1871             |                              | |
| 4        |          | Claude Desjoyeaux (2 janvier 1836, Saint-Étienne- 6 mai 1883, Saint-Étienne)        | 22 juin 1871                                                                    | 30 décembre 1874         |                              | Banquier |
| 5        |          | Étienne Nicolas Moÿse (6 décembre 1823, Fuligny- 17 février 1896, Saint-Étienne)    | 30 décembre 1874                                                                | 17 janvier 1877          |                              | |
| 6        |          | Jean-Marie Tardy (1er juin 1811, Saint-Chamond- 8 août 1893, Saint-Étienne)         | 22 mars 1877                                                                    | 20 janvier 1878          |                              | |
| 7        |          | Antoine Primat (2 avril 1820, Villeurbanne- 19 janvier 1892, Saint-Étienne)         | 20 janvier 1878                                                                 | 9 février 1881           |                              | |
| 8        |          | Victor Duchamp (4 octobre 1815, Yssingeaux- 1er février 1887, Saint-Étienne)        | 9 février 1881                                                                  | 6 février 1884           |                              | |
| 9        |          | Pierre Madignier (2 juillet 1831, Outre-Furens- 10 décembre 1894, Paris)            | 18 mai 1884                                                                     | 13 mai 1888              | Républicains modérés         | |
| 10       |          | Émile Girodet (23 mars 1849, Bourg-Argental- 17 avril 1898, Paris)                  | 18 mai 1888                                                                     | 15 mai 1892              | Socialiste indépendant       | Négociant, journaliste |
| 11       |          | Jean-Marie Tardy (1er juin 1811, Saint-Chamond- 8 août 1893, Saint-Étienne)         | 15 mai 1892                                                                     | ✝︎ 8 août 1893            |                              | |
| 12       |          | Pierre Barrallon (9 mars 1840, Saint-Étienne- 1er décembre 1908, Saint-Étienne)     | 29 octobre 1893                                                                 | 22 décembre 1894         |                              | Fabricant de rubans |
| 13       |          | Louis Chavanon (1 mars 1838, Saint-Étienne- 18 mai 1907, Saint-Étienne)             | 3 janvier 1895                                                                  | 20 mai 1900              |                              | Fabricant de rubans |
| 14       |          | Jules Ledin (27 janvier 1867, Saint-Étienne- 18 avril 1914, Saint-Étienne)          | 20 mai 1900                                                                     | 25 juillet 1906          |                              | Passementier |
| 15       |          | Auguste Plantevin (15 août 1845, Vaison la Romaine- 24 mai 1936, La Cadière-d'Azur) | 29 juillet 1906                                                                 | 24 mai 1908              |                              | |
| 16       |          | Félix Soulenc (3 mars 1864, Saint-Étienne- 2 août 1939, Saint-Étienne)              | 24 mai 1908                                                                     | 19 juin 1908             | Union Républicaine           | Avocat Conseiller municipal de Saint-Étienne (1904 → 1908) Adjoint au maire de Saint-Étienne (1910 → 1912 → 1919) Bâtonnier de l'Ordre des avocats de Saint-Étienne Chevalier de la Légion d'Honneur (1937) |
| 17       |          | Jean-Antoine Neyret (10 octobre 1855, Saint-Étienne- 20 juin 1942, Saint-Étienne)   | 19 juin 1908                                                                    | 19 août 1908             | Union Républicaine           | Industriel |
| 18       |          | Pétrus Faure (26 mai 1868, Saint-Étienne- 12 novembre 1948, Saint-Étienne)          | 19 août 1909                                                                    | 5 novembre 1910          | Socialiste indépendant       | Tailleur Président de la délégation spéciale (11 novembre 1910 → 27 novembre 1910) |
| 19       |          | Jean-Antoine Neyret (10 octobre 1855, Saint-Étienne- 20 juin 1942, Saint-Étienne)   | 9 décembre 1910                                                                 | 6 décembre 1919          | Union Républicaine           | Industriel |
| 20       |          | Louis Soulié (6 mars 1871, Saint-Étienne- 9 septembre 1939, Saint-Just-sur-Loire)   | 5 décembre 1919                                                                 | 14 juin 1930 (démission) | Parti républicain-socialiste | Avocat Journaliste Conseiller municipal de Saint-Étienne (1900 → 1904) Sénateur de la Loire (1920 → 1933) Conseiller général de la Loire (1922 → 1934 → 1939) |
| 21       |          | Jean Limousin (25 janvier 1868, Saint-Étienne- 11 juin 1946, Saint-Étienne)         | 14 juin 1930 (Délégation spéciale)                                              | 27 juillet 1930          | SE                           | |
| 22       |          | Antoine Durafour (12 août 1876, Saint-Étienne- 24 avril 1932, Saint-Étienne)        | 2 août 1930                                                                     | ✝︎24 avril 1932           | Radical-socialiste           | Avocat Conseiller municipal de Saint-Étienne (1908 → 1912, 1919 → 1925) Conseiller général de la Loire (1907 → 1932) Président du Conseil général de la Loire (1921 → 1931) Ministre du Travail, de l'Hygiène, de l'Assistance et de la Prévoyance sociales (Painlevé II et III Briand VIII, IX et X) Député de la Loire (1910 → 1932) |
| 23       |          | Alfred Vernay (27 juin 1877, Chazelles-sur-Lyon- 22 janvier 1950, Saint-Étienne)    | 24 juin 1932                                                                    | 17 mai 1935              | Radical-socialiste           | |
| 24       |          | Louis Soulié (6 mars 1871, Saint-Étienne- 9 septembre 1939, Saint-Just-sur-Loire)   | 17 mai 1935                                                                     | ✝︎ 8 septembre 1939       | Parti républicain-socialiste | Avocat Journaliste Conseiller municipal de Saint-Étienne (1900 → 1904) Sénateur de la Loire (1920 → 1933) Conseiller général de la Loire (1922 → 1934 → 1939) |
| 25       |          | Ferdinand Faure (26 avril 1880, Saint-Étienne- 22 mai 1863, Saint-Étienne)          | 8 septembre 1939 (faisant fonction de maire, puis élu par le Conseil Municipal) | 30 octobre 1940          | SFIO - PCF - PSC             | |

## Régime de Vichy (1940-1944)
| Portrait | Portrait | Nom                                                                          | Début du mandat | Fin du mandat                                    | Appartenance politique | Qualité                                                                                              |
| -------- | -------- | ---------------------------------------------------------------------------- | --------------- | ------------------------------------------------ | ---------------------- | --- |
| 21       |          | Amédée Guyot (8 juillet 1882, Saint-Étienne- 2 décembre 1966, Saint-Étienne) | 20 mai 1941     | 23 août 1944 (Démis de ses fonctions par le CDL) |                        | Entrepreneur en travaux publics, président de la délégation spéciale (30 octobre 1940 → 20 mai 1941) |

## GPRF et Quatrième République (1944-1958)
| Portrait | Portrait | Nom                                                                                     | Début du mandat                                                                 | Fin du mandat   | Appartenance politique                         | Qualité |
| -------- | -------- | --------------------------------------------------------------------------------------- | ------------------------------------------------------------------------------- | --------------- | ---------------------------------------------- | --- |
| 22       |          | Henri Müller (13 mars 1878, Saint-Étienne- 12 septembre 1955, Saint-Étienne)            | 21 Août 1944 (élu par le CDL puis élu par le Conseil Municipal, le 13 mai 1945) | 19 octobre 1947 |                                                | Médecin |
| 23       |          | Alexandre de Fraissinette (28 février 1902, Palladuc - 10 décembre 1964, Saint-Étienne) | 25 octobre 1947                                                                 | 15 mars 1959    | RPF (1947-1951) CNI (1951-1956) CR (1956-1964) | Avocat et résistant Député de la Loire (1962 → 1964) Sénateur de la Loire (1948 → 1955) Conseiller général de la Loire (1955 → 1964) |

## Cinquième République (depuis 1958)
- 13 mars 1959 : Alexandre de Fraissinette (décès le 10 décembre 1964)

- 21 décembre 1964 : Michel Durafour (réélection les 21 mars 1965 et 27 mars 1971)
- 20 mars 1977 : Joseph Sanguedolce
- 18 mars 1983 : François Dubanchet (réélu le 19 mars 1989)
- 21 avril 1994 : Michel Thiollière (élu le 16 mai 1994 ; réélu le 23 juin 1995)[2]
- 18 mars 2001 : Michel Thiollière (élu depuis le 16 mai 1994 ; réélu le 23 juin 1995)

- 21 mars 2008 : Maurice Vincent
- 4 avril 2014 : Gaël Perdriau (réélu le 3 juillet 2020)

## Sources
- Histoire de Saint-Étienne, sous la direction de Jean Merley, Éditions Privat, 1990.
- Portraits des maires de Saint-Étienne sur Google Books
- Les maires de la grande ville ouvrière: une autre histoire de Saint-Étienne : 1778 - 2015, de Gérard-Michel Thermeau et Jean-Michel Steiner, Édition PUSE, 2015.